# Chhun Yasith
Chhun Yasith (còn gọi là "Moses Campuchia") là một người Mỹ gốc Campuchia đã lãnh đạo một cuộc đảo chính thất bại ở Campuchia năm 2000.

## Tiểu sử
Yasith rời khỏi Campuchia vào đầu những năm 1980, trong bối cảnh hỗn loạn sau khi Việt Nam tiến quân sang Campuchia chấm dứt thời kỳ cầm quyền của Khmer Đỏ. Ông di cư sang Mỹ năm 1982 và trở thành kế toán thuế ở Long Beach, California. Năm 1988, ông trở lại Campuchia và gia nhập Đảng đối lập Sam Rainsy. Ông rời khỏi đảng một năm sau khi tin rằng sự đối lập bất bạo động là không hiệu quả.
Năm 1998, ông thành lập Chiến binh Tự do Campuchia (CCF) một tổ chức chống cộng và làm Chủ tịch. Mục đích của nhóm nhằm lật đổ chính phủ của Thủ tướng Hun Sen, một cựu chỉ huy Khmer Đỏ, người đã đào thoát sang Việt Nam vào những năm 1970 và trở về Campuchia với quân đội Việt Nam vào năm 1979. Cả nhóm—đặt dưới quyền kiểm soát của Chhun từ căn cứ ở Thái Lan—chuyên thực hiện hàng loạt vụ tấn công nhỏ. Vào ngày 24 tháng 11 năm 2000, hàng chục phiến quân được trang bị tên lửa và lựu đạn đã tấn công các tòa nhà chính phủ ở Phnôm Pênh. Một số người đã thiệt mạng trong cuộc tấn công này và một số khác bị thương. Sau vụ tấn công, hàng chục người đã bị bắt và bỏ tù. Chhun đã bị tòa án Phnôm Pênh xét xử vắng mặt. Ngày 22 tháng 6 năm 2001, Tòa án Hình sự Campuchia đã phán xử Yasith phạm tội và kết án tù chung thân với tội danh âm mưu khủng bố, cùng với Richard Kiri Kim và Thong Samien.
Chính phủ Campuchia đã ban hành lệnh Interpol quốc tế về vụ bắt giữ Chhun Yasith.
Ngày 17 tháng 4 năm 2008, Chhun Yasith đã bị kết án tại tòa án Mỹ về việc chủ mưu vụ đảo chính thất bại năm 2000. Ông bị kết án ở Los Angeles vào ngày 22 tháng 6 năm 2010 với cuộc sống trong tù mà không có khả năng được tạm tha.

## Trích dẫn
- "Tôi cảm thấy rằng bất bạo động không thể làm bất cứ điều gì đối với chế độ độc tài ở Campuchia."[3]
- "Vâng, chúng tôi đã cố gắng loại bỏ quyền lực khỏi chính phủ này. Chúng tôi đã có một cuộc biểu tình phi bạo lực nhiều lần, nhưng không bao giờ thay đổi chính phủ này. Đó là lý do tại sao chúng tôi phải sử dụng vũ lực để loại bỏ chính phủ này."